# Toshihiro Matsushita
Toshihiro Matsushita (jap. 松下 年宏 Matsushita Toshihiro; ur. 17 października 1983) – japoński piłkarz występujący na pozycji pomocnika. Obecnie występuje w Kagoshima United FC.

## Kariera klubowa
Od 2002 roku występował w klubach Gamba Osaka, Albirex Niigata, FC Tokyo, Vegalta Sendai, Yokohama FC i Kagoshima United FC.